# Mantella nigricans
A Mantella nigricans   a kétéltűek (Amphibia) osztályába és  a békák (Anura) rendjébe aranybékafélék (Mantellidae) családjába tartozó faj. 

## Előfordulása
Madagaszkár endemikus faja. A sziget északi-északkeleti részén 100–1000 m-es tengerszint feletti magasságban honos.

## Megjelenése

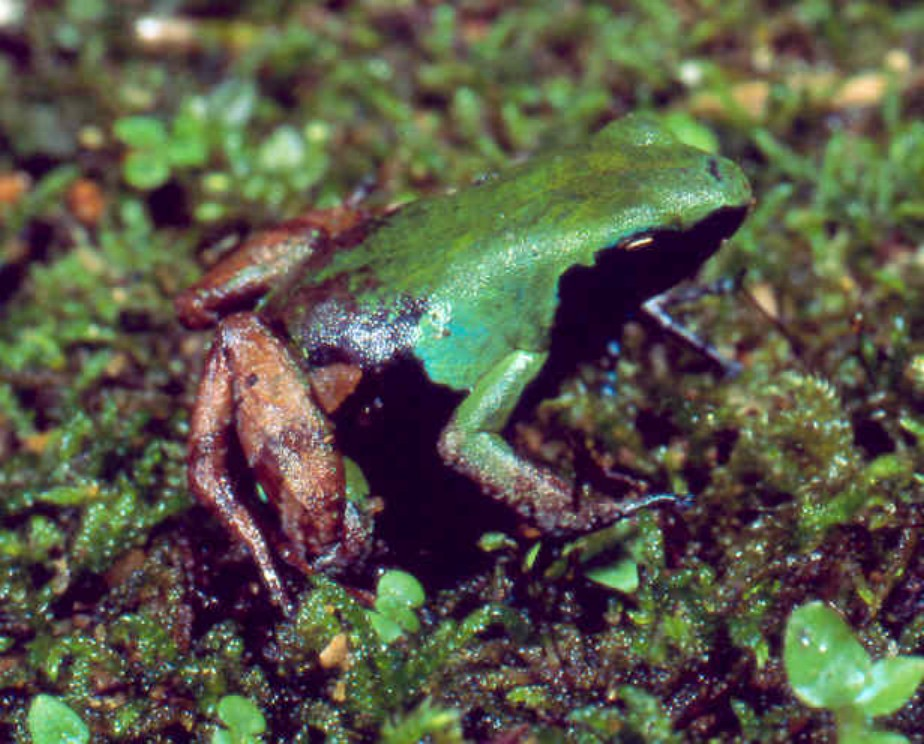

Kis méretű Mantella faj. Testhossza 27–28 mm. Hátának színe változatos: egységesen barna, vagy részben vagy teljesen zöld. Oldala fekete vagy részben zöld, viszonylag nagy méretű zöld foltokkal. Íriszének felső felén enyhe pigmentáció látható. Hasi oldalának fekete, kék foltokkal.

## Természetvédelmi helyzete
A vörös lista a nem veszélyeztetett fajok között tartja nyilván. Helyileg nagy számban fordul elő, több védett területen is megtalálható. 